# Kevin Henderson
Kevin Dwayne Henderson (Baltimore, Maryland, 22 de marzo de 1964) es un exjugador de baloncesto estadounidense que jugó dos temporadas en la NBA. Con 1,93 metros de estatura, jugaba en la posición de base.

## Trayectoria deportiva

### Universidad
Tras pasar un año en el Saddleback College, jugó durante tres temporadas con los Titans de la Universidad Estatal de California en Fullerton, en las que promedió 13,4 puntos, 3,0 asistencias y 2,0 rebotes por partido. En 1985 fue incluido en el mejor quinteto de la Pacific Coast Athletic Association.

### Profesional
Fue elegido en la quincuagésima posición del Draft de la NBA de 1986 por Cleveland Cavaliers, pero fue despedido antes del comienzo de la competición, fichando en el mes de febrero como agente libre por los Golden State Warriors. Allí acabó la temporada e inició la siguiente, disputando 12 partidos en los que promedió 4,0 puntos y 1,8 asistencias.
Tras ser despedido, fichó por los Cavs en el mes de marzo, pero únicamente llegó a disputar 5 partidos en los que promedió 1,8 puntos.

## Estadísticas de su carrera en la NBA

### Temporada regular
| Temporada | Edad | Equipo                | Liga | P  | TIT | MIN  | TC  | TCA | %TC  | 3P  | 3PA | %3P  | TL  | TLA | %TL   | R.OF. | R.DEF. | REB | ASIS | ROB | TAP | PER | FP  | PTS |
| 1986-87   | 22   | Golden State Warriors | NBA  | 5  | 0   | 9.0  | 0.6 | 1.6 | .375 | 0.0 | 0.0 |      | 0.4 | 0.4 | 1.000 | 0.2   | 0.4    | 0.6 | 2.2  | 0.2 | 0.0 | 0.8 | 1.8 | 1.6 |
| 1987-88   | 23   | TOTAL                 | NBA  | 17 | 2   | 11.2 | 1.2 | 3.1 | .396 | 0.0 | 0.1 | .000 | 0.9 | 1.5 | .577  | 0.5   | 0.7    | 1.2 | 1.4  | 0.5 | 0.0 | 1.0 | 1.5 | 3.4 |
| 1987-88   | 23   | Golden State Warriors | NBA  | 12 | 2   | 14.2 | 1.6 | 4.0 | .396 | 0.0 | 0.1 | .000 | 0.8 | 1.2 | .714  | 0.5   | 0.9    | 1.4 | 1.8  | 0.7 | 0.0 | 1.3 | 2.0 | 4.0 |
| 1987-88   | 23   | Cleveland Cavaliers   | NBA  | 5  | 0   | 4.0  | 0.4 | 1.0 | .400 | 0.0 | 0.0 |      | 1.0 | 2.4 | .417  | 0.6   | 0.2    | 0.8 | 0.4  | 0.0 | 0.0 | 0.4 | 0.4 | 1.8 |
| Total     |      |                       | NBA  | 22 | 2   | 10.7 | 1.1 | 2.8 | .393 | 0.0 | 0.0 | .000 | 0.8 | 1.3 | .607  | 0.5   | 0.6    | 1.1 | 1.5  | 0.4 | 0.0 | 1.0 | 1.6 | 3.0 |